# لاسلو چه
لاسلو چه (به انگلیسی: László Cseh) (زادهٔ ۳ دسامبر ۱۹۸۵) شناگر اهل مجارستان است.